# Pilocarpus pennatifolius
Pilocarpus pennatifolius auch Rutakraut oder Paraguay-Jaborandi genannt, ist eine in Südamerika heimische Pflanzenart der Gattung Pilocarpus in der Familie der Rautengewächse (Rutaceae).

## Beschreibung
Pilocarpus pennatifolius wächst als bis über 3 Meter hoher Strauch. Die Rinde ist grau-braun und rau, wärzlich.
Die wechselständigen und gestielten Blätter sind unpaarig gefiedert mit 3–7 ledrigen Blättchen. Die eiförmigen, rundspitzigen und eingebuchteten, ganzrandigen Blättchen sind oberseits kahl und unterseits kurzhaarig. Die Blättchen sind fast sitzend bis kurz gestielt, nur das Endblättchen ist länger gestielt. Sie sind 10–16 Zentimeter lang und 4–7 Zentimeter breit.
Es werden endständige, lange und lockere Trauben gebildet. Die fünfzähligen, sehr kleinen und gestielten, purpurfarbenen bis rot-braunen Blüten sind mit doppelter Blütenhülle. Sie sind von zwei kleinen Vorblättern unterlegt. Der kleine Kelch ist kurz fünflappig. Die ledrigen, dicklichen und ausladenden Petalen sind eiförmig bis länglich und spitz. Es sind 5 relativ kurze Staubblätter mit purpurfarbenen bis rötlichen Staubfäden vorhanden. Der oberständige, rötliche bis purpurfarbene und fünfkammerige, -lappige Fruchtknoten ist abgeflacht, rundlich mit einem keulenförmigen, kurzen, gynobasischen Griffel mit lappiger Narbe. Es ist ein kissenförmiger Diskus vorhanden.
Es werden bis fünfteilige, braune und ledrige Sammelbalgfrüchte gebildet, die einzelnen, ein- bis zweisamigen Früchte öffnen sich zweiklappig. Die schwarzen, glänzenden und abgeflachten Samen, mit weißem Hilum, sind nierenförmig.
Die Chromosomenzahl beträgt 2n = 44.

## Verbreitung
Die Heimat von Pilocarpus pennatifolius liegt in Paraguay, Südbrasilien und im nordöstlichen Argentinien.

## Synonyme
Synonyme für die Art sind Pilocarpus pinnatus Mart. ex Engl., Pilocarpus selloanus Engl., Pilocarpus simplex hort. ex Baill. sowie Pilocarpus trijugatus Lem.

## Verwendung
Die Blätter der Pflanze enthalten 1 % Alkaloide, Imidazol-Alkaloide, unter anderem Pilocarpin und Isopilocarpin, sowie ätherische Öle. In der Heilkunde werden die Blätter bzw. Auszüge daraus unter der Bezeichnung Jaborandi folium verwendet.
Die pharmakologische Wirkung ist hauptsächlich durch das Alkaloid Pilocarpin bedingt. Es können schon bei geringer Dosierung Nebenwirkungen wie starkes Schwitzen, Sehstörungen, Erbrechen, Durchfall, Herzschwäche und Sekretansammlung in den Bronchien auftreten. In Deutschland gelten Jaborandiblätter und daraus hergestellte Zubereitungen, abgesehen von homöopathischen Verdünnungen ab D3, als bedenkliche Arzneimittel. Ihre Abgabe ist verboten.